# Sekwencjonowanie białka
Sekwencjonowanie białka – ustalenie sekwencji aminokwasów w łańcuchu peptydowym białka. 
Najstarszą, wciąż stosowaną metodą sekwencjonowania białek jest degradacja Edmana. Polega ona na wykorzystaniu specyficzności izotiocyjanku fenylu do wolnej grupy aminowej łańcucha peptydowego. Powstały w tej reakcji karbamyl, w warunkach kwaśnych, rozpada się na pochodną fenylotiohydantoniową N-terminalnego aminokwasu i polipeptyd pozbawiony końcowego aminokwasu. Reakcję tę można przeprowadzać cyklicznie, za każdym razem analizując produkty reakcji chromatograficznie. W praktyce trudno jest zsekwencjonować w ten sposób więcej niż 10 aminokwasów, ze względu na brak 100%  wydajności tej reakcji. Z tego powodu analizuje się sekwencję peptydów będących produktami trawień proteolitycznych badanego białka. Metoda ta jest żmudna, pracochłonna i wymaga dużych ilości oczyszczonego białka. 
Z powodu tych niedogodności, degradacja Edmana została zastąpiona obecnie analizą jonów peptydowych metodą spektrometrii mas.
Do określania sekwencji wykorzystuje się tandemowe spektrometry mas, które pozwalają na wyselekcjonowanie jonów peptydowych, ich fragmentację i pomiar mas molowych powstałych fragmentów. Fragmentacja polipeptydu zachodzi najczęściej przy wiązaniach peptydowych, dzięki czemu dane o masach fragmentów pozwalają na ustalenie sekwencji aminokwasowej peptydów. 
Podczas sekwencjonowania peptydu w spektrometrze mas nie można odróżnić aminokwasów: leucyny od izoleucyny oraz lizyny od glutaminy. Leucyna i izoleucyna mają identyczne masy molowe, gdyż są swoimi izomerami. Lizyna i glutamina pomimo innego składu pierwiastkowego mają bardzo podobne masy. Metoda sekwencjonowania w spektrometrze mas pozwala na określenie sekwencji aminokwasowej peptydów o długości do około 30 aminokwasów. Polipeptydy występujące w naturze charakteryzują się zwykle większą długością - kilkadziesiąt aminokwasów do kilku tysięcy aminokwasów. Białka są często zbudowane z więcej niż jednego łańcucha polipeptydowego. Problem ich analizy jest rozwiązywany przez trawienie białka proteazą i sekwencjonowanie powstałych w ten sposób krótkich oligopeptydów.